# Melvin Gibbs
Melvin Gibbs est un bassiste américain. Il est membre du Rollins Band. En 2017, il forme avec Will Calhoun et Vernon Reid le Zig Zag Power Trio.